# Ruth Finnegan
Ruth Hilary Finnegan (Derry, Irlanda del Norte, 30 de diciembre de 1933) es una antropóloga lingüística  y profesora Emérita de la Open University de Gran Bretaña.

## Biografía
Finnegan asistió al Londonderry High School (ahora Foyle College y The Mount School, York) después estudió Literae humaniores en la Universidad de Oxford y siguió con su doctorado en Antropología. Su tesis, presentada en 1963 en Nuffield College, Oxford, se tituló "Los Limba de Sierra Leona con especial referencia a sus cuentos populares o literatura oral".
Después de enseñar antropología social en la Universidad de Zimbabue en 1963-1964 y sociología en la Universidad de Ibadan en 1965-1967, Finnegan se unió a la Open University de Gran Bretaña en 1969 como una de los miembros fundadores del personal académico. Fue profesora de sociología hasta 1972; trabajó como profesora asociada en institutos de estudios comparados en 1982, siendo después profesora en 1988. Finnegan fue profesora invitada de antropología en la Universidad de Texas en Austin en 1989.
Finnegan fue elegida miembro de la Academia Británica en 1996. Recibió un OBE en los Honores de Año Nuevo de 2000 por sus servicios a las Ciencias Sociales. Es miembro honorario del Somerville College, Oxford. En 2016 recibió la Medalla Rivers Memorial del Real Instituto Antropológico.

## Publicaciones
- Finnegan, R. 2018. "Alternative consciousness", in International Encyclopaedia of Anthropology. Wiley.
- Finnegan, R. (ed) 2017. Entrancement: The Consciousness of Dreaming, Music and the World. University of Wales Press.
- Finnegan, R. 2015. Where is Language?: An Anthropologist's Questions on Language, Literature and Performance. Bloomsbury.
- Finnegan, R. 2014. "Play is serious: children's games, verbal art and creativity in Africa", International Journal of Play.
- Finnegan, R. (ed) 2005. Participating in the Knowledge Society: Researchers Beyond the University Walls. Palgrave Macmillan.
- Finnegan, R. 2002. Communicating: The Multiple Modes of Human Interconnection. Routledge.
- Finnegan, R. 1992. Oral Poetry: Its Nature, Significance and Social Context, 2nd edn. Bloomington IN, Indiana University Press.
- Finnegan, R. 1989. The Hidden Musicians: Music-Making in an English Town., Cambridge, Cambridge University Press.
- Finnegan, R. 1970. Oral literature in Africa. Oxford, Clarendon Press.

## Enlaces externos
TRANS - Revista Transcultural de Música - Transcultural Music Review (sibetrans.com)
- Datos: Q37315513